# Rubus silesiacus
Rubus silesiacus är en rosväxtart som beskrevs av Carl Ernst August Weihe. Rubus silesiacus ingår i släktet rubusar, och familjen rosväxter.

## Underarter
Arten delas in i följande underarter:
- R. s. fimbriatus
- R. s. abundiflorus
- R. s. kinscheri
- R. s. demissa
- R. s. tabanimontanmus
- R. s. bracteolentus
- R. s. humiliserratus
- R. s. chloophyllus
- R. s. amygdalanthus
- R. s. petiolulatus
- R. s. macrocardiophyllus